# کلاس دروغ‌ها
کلاس دروغ‌ها (انگلیسی: Class of Lies; کره‌ای: 미스터 기간제) یک مجموعهٔ تلویزیونی کره جنوبی سال ۲۰۱۹ با بازی یون کیون-سانگ، کوم سه-روک و چوی یو-هوا است. این مجموعه از ۱۷ ژوئیه تا ۵ سپتامبر ۲۰۱۹، روزهای چهارشنبه و پنجشنبه ساعت ۲۳:۰۰ (کی‌اس‌تی) از اوسی‌ان برای ۱۶ قسمت پخش شد.

## بازیگران

### اصلی
- یون کیون-سانگ در نقش گی مو هیوک / گی کانگ جه
- کوم سه-روک در نقش‌ها سو هیون
- چوی یو-هوا در نقش چا هیون جونگ